# 叉斑厚唇雅羅魚
叉斑厚唇雅羅魚（学名：Erimystax x-punctatus）为輻鰭魚綱鯉形目雅羅魚科厚唇雅羅魚屬的其中一種，該物種分布於北美洲加拿大安大略省南部的泰晤士河系統、美國俄亥俄河流域從紐約州與賓州到伊利諾州'威斯康辛州南部與明尼蘇達州南方的密西西比河流域，南至阿肯色州的歐奇塔河流域，西至堪薩斯州東部與俄克拉荷馬州淡水流域，體長可達11公分，棲息在礫石底質、水質清澈且植被生長的溪流底層水域，以藻類及水生昆蟲為食。

## 扩展阅读
維基物種上的相關：叉斑厚唇雅羅魚